# François-Maurice Roganeau
François-Maurice Roganeau (Burdeos, 13 de enero de 1883 - Aix-en-Provence, 1974) fue un pintor y escultor francés.

## Biografía
Fue alumno del escultor Gaston Veuvenot Leroux y de Paul Quinsac en la Escuela de Bellas artes de Burdeos. A continuación parte hacia París para estudiar en el taller de Jean-Léon Gérôme y de Gabriel Ferrier en Beaux-Arts de París.
Se centra sobre todo en la ilustración y en la pintura. Como ilustrador, trabaja sobre todo con el editor Henri Laurens.
Obtiene el Prix de Rome en 1906, con 23 años (Primer Grand prix de Pintura y segundo Grand Prix de Escultura). Expone en el Salón de 1912 y recibe una medalla por "Le Soir, à la Rivière", inspirado en una de las poesías Antiguas de André Chénier.
Fue encargado para pintar en 1917 el techo del Gran Teatro de Burdeos, inicialmente pintado por Jean-Baptiste Claude Robin.
Fue director de la escuela de Bellas Artes de Burdeos de 1929 a 1958. En 1932, fue elevado al rango de Caballero de la Legión de Honor.
Sus obras tardías describen el País Vasco, sus personas y sus paisajes.

## Obras
- Le Soir, à la Rivière, (1912)[1]
- Vénus naissante, (1914) (Puede estar en los Estados Unidos)
- 1920 : Le Cyclope, presentado en la exposición de 1997 del museo de L'Isle-Adam, Quelques grands prix de Rome
- Ilustraciones de la novela Paul et Virginie (1909), editor Henri Laurens ;
- Ilustraciones para La Divina Comedia, editor Henri Laurens ;
- Ilustraciones para las Bucoliques y las Géorgiques de Virgilio, editor Henri Laurens ;
- Decoración de la Bourse du Travail de Burdeos;
- Avant la corrida ;
- Sainte Thérèse de l'Enfant Jésus ;
- Huile Calvé, 1930 (litografís publicitaria);[2]
- L'Église de Bascassan;[3]
- Mujer anciana rezando (Urteta), 40x46,5cm ;